# Mollans-sur-Ouvèze
Mollans-sur-Ouvèze település Franciaországban, Drôme megyében. Lakosainak száma 1055 fő (2022. január 1.). Mollans-sur-Ouvèze Mérindol-les-Oliviers, La Penne-sur-l’Ouvèze, Pierrelongue, Propiac, Entrechaux, Faucon, Malaucène és Saint-Léger-du-Ventoux községekkel határos.

## Népesség
A település népességének változása:
| Lakosok száma | 615  | 690  | 782  | 968  | 1061 | 1062 | 1061 | 1064 | 1065 | 1055 |
|               | 1968 | 1982 | 1990 | 2006 | 2013 | 2015 | 2017 | 2019 | 2020 | 2022 |